# Naives-Rosières
Naives-Rosières  é uma comuna francesa na região administrativa de Grande Leste, no departamento de Meuse. Estende-se por uma área de 15,93 km². Em 2010 a comuna tinha 815 habitantes (densidade: 51,2 hab./km²).